# 刺副棘鮃
刺副棘鮃為輻鰭魚綱鰈形目鰈亞目牙鮃科的其中一種，為深海魚類，分布於西大西洋區，從美國佛羅里達至巴西海域，棲息深度180-2000公尺，體長可達10公分，棲息在底層水域，生活習性不明。

## 扩展阅读
維基物種上的相關：刺副棘鮃